# Václav Donát
Václav Donát (7. května 1869 Chrášťany – 3. května 1954 Plaveč) byl český a československý politik, meziválečný poslanec a senátor Národního shromáždění ČSR za Republikánskou stranu zemědělského a malorolnického lidu (agrárníky).

## Biografie
V rodných Chrášťanech vedl čtenářsko-ochotnický spolek. Absolvoval gymnázium v Kolíně. Kvůli plicní chorobě nemohl studovat na vysoké škole. Politicky aktivní byl již za Rakouska-Uherska. Roku 1894 koupil statek v Pavlově na Pelhřimovsku. Založil zde odbor Národní jednoty pošumavské a byl zvolen do okresního zastupitelstva. Později se stal i okresním starostou. Za první světové války byl této funkce zbaven. Ve spolupráci se svým bratrem, elektroinženýrem Josefem Donátem, spoluvlastníkem závodu Bartelmus, Donát & Co, podporoval elektrifikaci Pelhřimovska. V Pelhřimově založil Hospodářské družstvo rolnické. Od roku 1899 působil jako okresní důvěrník agrární strany.
Ve volbách do Říšské rady roku 1911 se stal poslancem Říšské rady (celostátní parlament), kam byl zvolen za okrsek Čechy 74 (neúspěšně do Říšské rady kandidoval již ve volbách roku 1907, ale tehdy ho porazil kandidát katolického tábora Miloš Antonín Záruba). Usedl do poslanecké frakce Klub českých agrárníků. Ve vídeňském parlamentu setrval do zániku monarchie.
V roce 1918 se stal předsedou Národního výboru v Pelhřimově.
V letech 1918–1920 zasedal v československém Revolučním národním shromáždění. Byl tehdy stále profesí statkářem. Během převratu v říjnu 1918 byl jednou z hlavních postav dění v Pelhřimově, kde předsedal Národnímu výboru.
Po parlamentních volbách v roce 1920 se stal senátorem. Mandát ale získal až dodatečně, v roce 1921, jako náhradník poté, co zemřel senátor Josef Hyrš. V roce 1924 se stal poté, co rezignoval Karel Prášek, předsedou senátu Národního shromáždění, později byl jeho místopředsedou. Mandát senátora obhájil v parlamentních volbách v roce 1925, parlamentních volbách v roce 1929 i parlamentních volbách v roce 1935. V senátu zůstal až do jeho zrušení v roce 1939. Krátce předtím přestoupil do senátorského klubu nově utvořené Strany národní jednoty.